# ميشيل غيلافوغي
ميشيل غيلافوغي (بالفرنسية: Michel Guilavogui)‏ هو لاعب كرة قدم غيني في مركز الوسط، ولد في 12 ديسمبر 1993 في غينيا. لعب مع Rochester Rhinos ‏.

## وصلات خارجية
- ميشيل غيلافوغي على موقع قاعدة بيانات كرة القدم.إي يو (الإنجليزية)
- ميشيل غيلافوغي على موقع Soccerway.com (الإنجليزية)